# Бобрская городская община
Бобрская городская общи́на (укр.  Бібрська міська громада) — территориальная община во Львовском районе Львовской области Украины.
Административный центр — город Бобрка.
Население составляет 16 911 человек. Площадь — 433,9 км².

## Населённые пункты
В состав общины входит 1 город (Бобрка), 1 посёлок (Новые Стрелища) и 45 сёл:
- Баковцы
- Бертышев
- Благодатовка
- Великие Глебовичи
- Ольховец
- Вилявче
- Воловое
- Волощина
- Глебовичи
- Гончаров
- Грабник
- Задубина
- Закривец
- Квитневое
- Книсело
- Кологоры
- Копань
- Ланы
- Линия
- Лопушна
- Любешка
- Малые Ланки
- Мивсевая
- Мостище
- Орешковцы
- Подвысокое
- Подгородище
- Подмонастырь
- Подъярков
- Пятничаны
- Репехов
- Романов
- Свирж
- Селиска
- Сенев
- Серники
- Соколовка
- Старые Стрелища
- Стоки
- Стрелки
- Суходол
- Трибоковцы
- Ходорковцы
- Шпильчина